# Jean-Baptiste Girard (General)

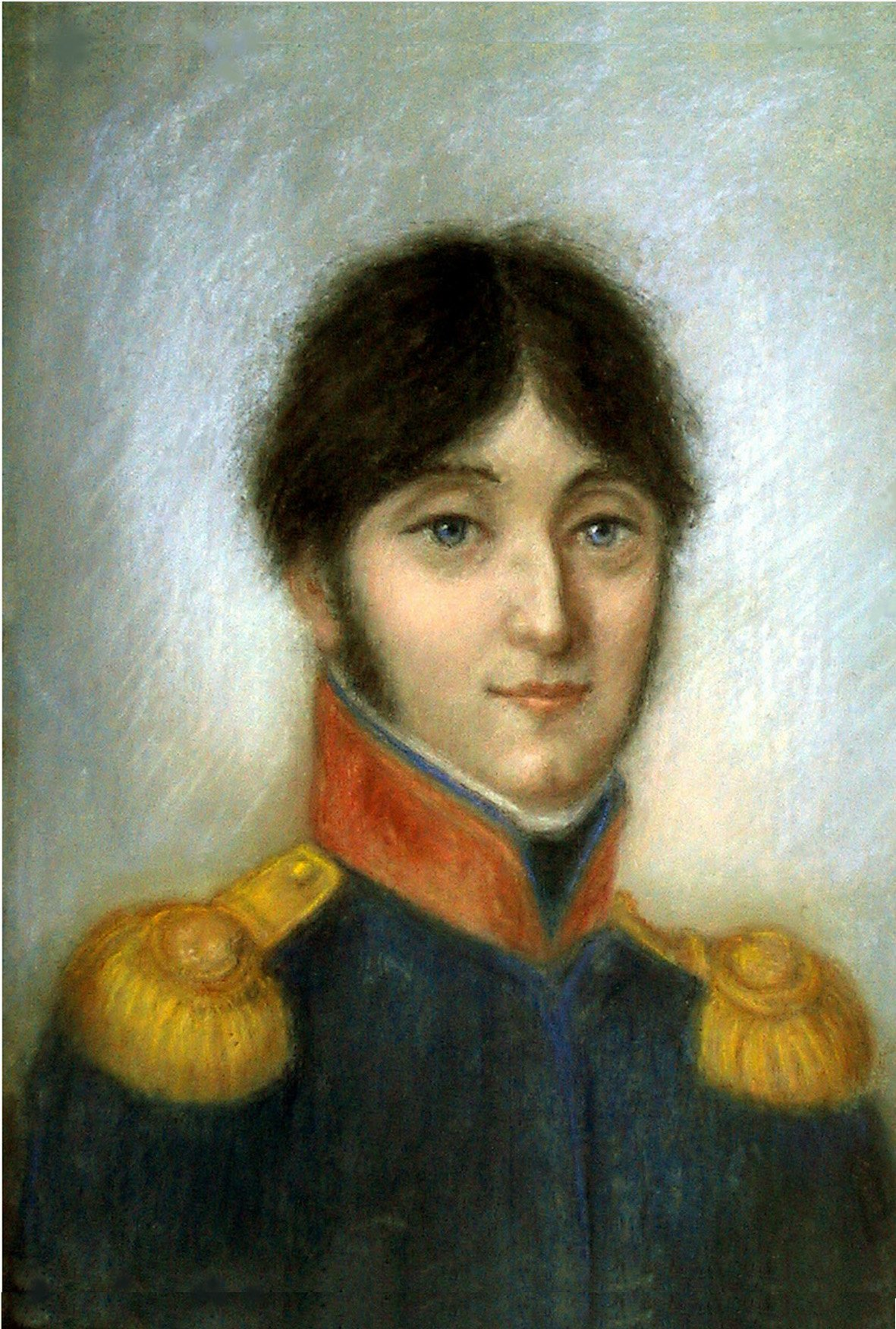
Porträt Jean-Baptiste Girards

Signatur

Jean-Baptiste Girard (* 21. Februar 1775 in Aups; † 27. Juni 1815 in Paris) war ein General des napoleonischen Frankreich. Vor seinem Tod 1815 soll er von Napoleon noch zum Herzog von Ligny (Duc de Ligny) ernannt worden sein.

## Leben und Wirken
Jean-Baptiste Girard wurde im südfranzösischen Aups im Var geboren.
Im Alter von 18 Jahren, am 27. September 1793, trat Jean-Baptiste Girard freiwillig der französischen Armee bei und wurde zunächst dem 1. Bataillon des Bezirks Barjots (Var) zugeteilt. Nach weiteren Stationen diente er ab dem Frühjahr 1794 in der französischen Armée d’Italie (italienischen Armee). Er bekleidete bereits 1796 beziehungsweise 1797 den Rang eines Leutnants. Bei Brenta wurde er bei Kämpfen verletzt. Am 23. September 1802 war Girard bei der Italienischen Republik angestellt.
Jean-Baptiste Girard wurde am 14. Juni 1804 zum Offizier der Ehrenlegion und am 20. Juni 1804 zum Generalstabschef in Paris ernannt. Am 1. September 1805 war er Teil des Stabs von Joachim Murat in der Großen Armee (Grande Armée). Am 25. Dezember 1805 wurde Girard Kommandeur der Ehrenlegion. Er wurde 1806 zum stellvertretenden Stabschef der Kavallerie-Reserve. Am 13. November 1806 wurde Jean-Baptiste Girard zum Brigadegeneral ernannt, ab dem 31. Dezember im 8. Korps der Großen Armee eingesetzt.
Am 26. Oktober 1808 wurde Jean-Baptiste Girard als Baron (baron d'empire) der noblesse impériale nobilitiert. Er kämpfte wiederholt in Spanien. In der Schlacht bei Ocaña wurde er am 19. November 1809 leicht verwundet und am 17. Dezember desselben Jahres zum Generalmajor ernannt. Weiter war an der Belagerung der Stadt Badajoz im Februar 1811 beteiligt. Am 19. März 1811 wurde er zum Großoffizier der Ehrenlegion ernannt.
Er wurde aus Spanien zurückgerufen, um am Russlandfeldzug 1812 teilzunehmen und übernahm die 28. Division im IX. Korps des Marschalls Victor, das an der Düna-Linie operierte. Weil seine Truppen bei den Gefechten im Wesentlichen intakt geblieben waren, musste Girard am 14. November den Angriff auf Smoljany führen und der Hauptarmee beim Rückzug an der Beresina zur Hilfe kommen. Girard erhielt am 3. April 1813 das Großkreuz des Ordens von Réunion (Grand-croix de l'Ordre de la Réunion). In der Schlacht bei Großgörschen wurde er am 2. Mai 1813 ein weiteres Mal durch mehrere Kugeln verletzt.
Im Jahr 1813, am 24. August, kam es während der Befreiungskriege im Vorfeld der Schlacht bei Hagelberg bei und im Dorf Zitz zu Kämpfen zwischen preußischen und französischen Einheiten des Generals Jean-Baptiste Girard. Aus diesem Anlass wurde später das Denkmal für die Befreiungskriege errichtet.
Am 27. August 1813 kam es zwischen 11.500 preußischen Soldaten unter General Karl Friedrich von Hirschfeld und russischer Unterstützung unter General Alexander Tschernyschow auf der einen und 10.000 Franzosen unter Jean-Baptiste Girard und sächsischen Kontingente auf der anderen Seite am Hagelberg zur Schlacht. Die Schlacht am Hagelberg war einer der ersten Einsätze der neu geschaffenen Landwehr. Girard wurde verletzt und geriet in Gefangenschaft. 1814 konnte er nach Frankreich zurückkehren und erhielt in der Folge ein halbes Gehalt.
Nach Napoleon Bonapartes Rückkehr aus dessen Verbannung von Elba in der Herrschaft der Hundert Tage schloss sich Jean-Baptiste Girard diesem sofort wieder an. Am 16. Juni 1815 wurde Girard während der Schlacht bei Ligny beim Dorf Saint-Amand durch preußischen Beschuss schwer verwundet. Nach seinem Rücktransport nach Paris verstarb er am 27. Juni an seinen Verletzungen. Vor seinem Tod soll er am 21. Juni 1815 von Napoleon zum Herzog von Ligny (Duc de Ligny) ernannt worden sein.
Jean-Baptiste Girard war verheiratet mit Perla Consolo. Er hatte zwei Töchter, die ältere mit dem Namen Désirée. Eine dritte Tochter Alfrède wurde am 14. Februar 1816 nach seinem Tode geboren. Jean-Baptiste Girards Name ist im Arc de Triomphe de l’Étoile, im Pariser Triumphbogen, vermerkt.